# Myrmeciza hyperythra
Myrmeciza hyperythra là một loài chim trong họ Thamnophilidae.